# NRJ Hits
 (décembre 2019).
NRJ Hits est une chaîne de télévision musicale française privée à caractère commerciale du groupe NRJ.

## Histoire
NRJ Hits est une chaîne de télévision produite par la société NRJ 12, filiale à 100 % de NRJ Group, destinée à diffuser en permanence des vidéos musicales en France par câble, satellite et ADSL. Elle fut lancée le 23 mars 2007 lors d'une grande soirée au Ciné Aqua à Paris, en présence de sa marraine Jennifer Lopez.
Il s'agit de la deuxième chaîne créée par le groupe NRJ, après la généraliste NRJ 12 et avant la locale NRJ Paris
En 2012, NRJ Hits est la première chaîne musicale du câble, satellite et TV par ADSL, avec 6 783 000 téléspectateurs par mois.
Après la diffusion en HD Native des chaînes NRJ 12, Chérie 25, depuis le 12 avril 2013, le groupe NRJ annonce la diffusion de sa troisième chaîne en HD Native via le canal 50 de Freebox TV. Depuis le 13 novembre 2013, NRJ Hits HD est également disponible sur La TV d'Orange sur le canal 151.
Le 21 septembre 2017, elle change complètement d'habillage ainsi que le logo.
Il existait également une déclinaison belge de la chaîne. (NRJ Hits TV en Belgique francophone)

## Identité visuelle (logo)

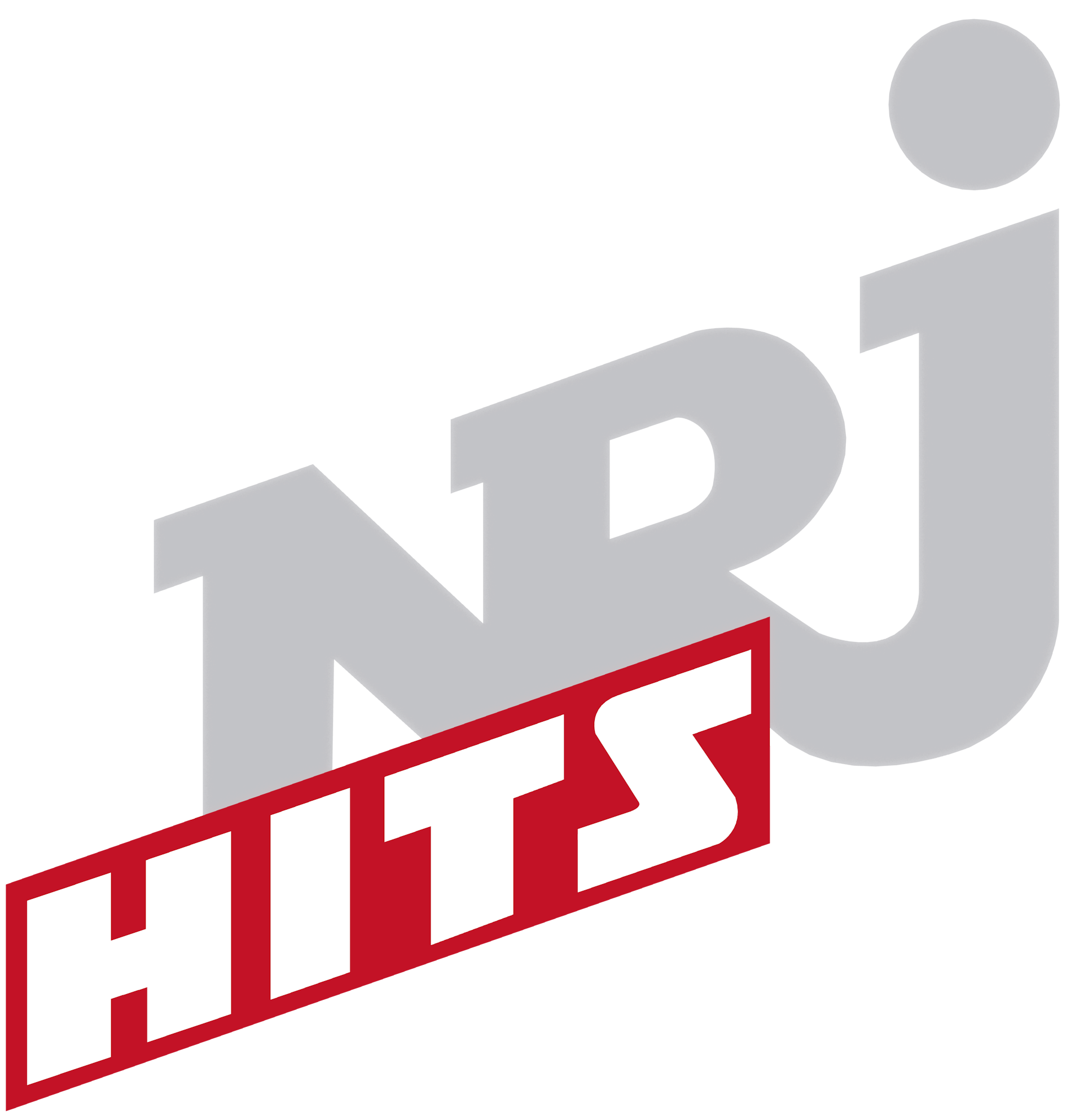
NRJ HITS Logo Utilisé en Diffusion dans les jingles

Ancien logo de NRJ Hits du 23 mars 2007 au 21 septembre 2017.
Logo de NRJ Hits depuis le 21 septembre 2017.

## Programmes
NRJ Hits diffuse 24 h/24 et 7j/7 les clips des artistes français et internationaux. Sa promesse est « Hit Music only ! » (« Que des Hits ! »).
Elle a été la première chaîne musicale à diffuser les vidéos en format 16/9.
Elle propose aussi des concerts : I Am World Tour de Beyoncé, Monster Ball Tour de Lady Gaga, Live from Paris de Shakira, Funhouse Tour de Pink, Les Folies - Aphrodite's Tour de Kylie Minogue, Femme Fatale Tour de Britney Spears, etc.
Elle diffuse également des cérémonies musicales : les Billboard Music Awards en mai , les Grammy Awards et les Brit Awards en février.

### Programmes événementiels
NRJ Hits a proposé les retransmissions en direct des NRJ Music Tour proposé par la radio NRJ. Ce sont des diffusions événementielles.

### Programmes thématiques
- Extravadance : tous les samedis de 22 h à minuit. Les meilleurs clips de la scène dance électro du moment.
- French Music Only : tous les jours de 3 h à 7 h. Chaque vendredi soir et samedi soir de 2h à 3h, Diffusion de clip gold (1990 à 2015) entre septembre 2019 et mars 2020..
- Spéciale : régulièrement en semaine, principalement le vendredi (et autres jours possiblement) de 20h à 21h ou de 20h à 22h/22h30 ou de 22h à 23h/23h30/0h/0h30/1h/1h30/2h. (Horaires différents en fonction des artistes diffusés). Le samedi à minuit après l'Extravadance pour les artistes électro.
- Spéciale Teen Pop : tous les mercredis de 16h à 19h. Sauf l'été une Teen Pop par mois de 4 heures. La Teen Pop de Noël le 24 décembre a 20h
- Spéciale Années 80 : le 11 février 2022 de 2h à 3h
- Spéciale Années 90 : le 12 février 2022 de 2h à 3h
- Spéciale Années 2000 : le 18 février 2022 de 2h à 3h
- NRJ After School : tous les jours en semaine sauf le mercredi de 16 h à 19h.
- Le Hits des Clips : les 15 meilleurs clip de la semaine, tous les mercredis de 15h à 16h. Rediffusion le samedi à 17h. Le Hit des Clips de l'année le 31 décembre a 20h45. Le Hit des Clips Club de l'année le 1 janvier a 22h
- NRJ Week-End : chaque week-end de 12 h à 17 h.
- NRJ Hits Mix : tous les nuits de minuit à 2 h.
- NRJ Morning Hits : chaque matin entre 7 h et 12 h.
- NRJ Hits M : émission sur les artistes.

## Web TV
Jusqu'au 1er février 2014, NRJ Hits a proposé pendant la nuit (entre 3 h 15 et 5 h) des programmes de clips thématisés qui ont été ensuite relayés sur le net, sous forme de WebTV sous les noms de NRJ Pure, NRJ Dance, NRJ Urban ou NRJ Pop Rock.

## Belgique
NRJ Belgique avait mis en ligne en août 2014 sa propre web TV diffusant des vidéoclips non-stops, les émissions produites par  NRJ Belgique comme le morning, ainsi que des programmes événementiels tel que le NRJ In The Park en direct de Charleroi et des interviews d'artistes belges.
NRJ Hits TV était disponible sur SFR, VOO, Orange et Proximus depuis le 29 août 2016, elle a cessé d'émettre en mars 2021 .